# Ciudadrea punctigera
Ciudadrea punctigera är en insektsart som först beskrevs av Horvath 1905.  Ciudadrea punctigera ingår i släktet Ciudadrea och familjen dvärgstritar. Inga underarter finns listade i Catalogue of Life.